# João Amazonas
João Amazonas de Souza Pedroso (Belém, 1 de janeiro de 1912 — São Paulo, 27 de maio de 2002) foi um teórico marxista, político revolucionário, guerrilheiro e líder do Partido Comunista do Brasil.

## Filiação ao Partido Comunista

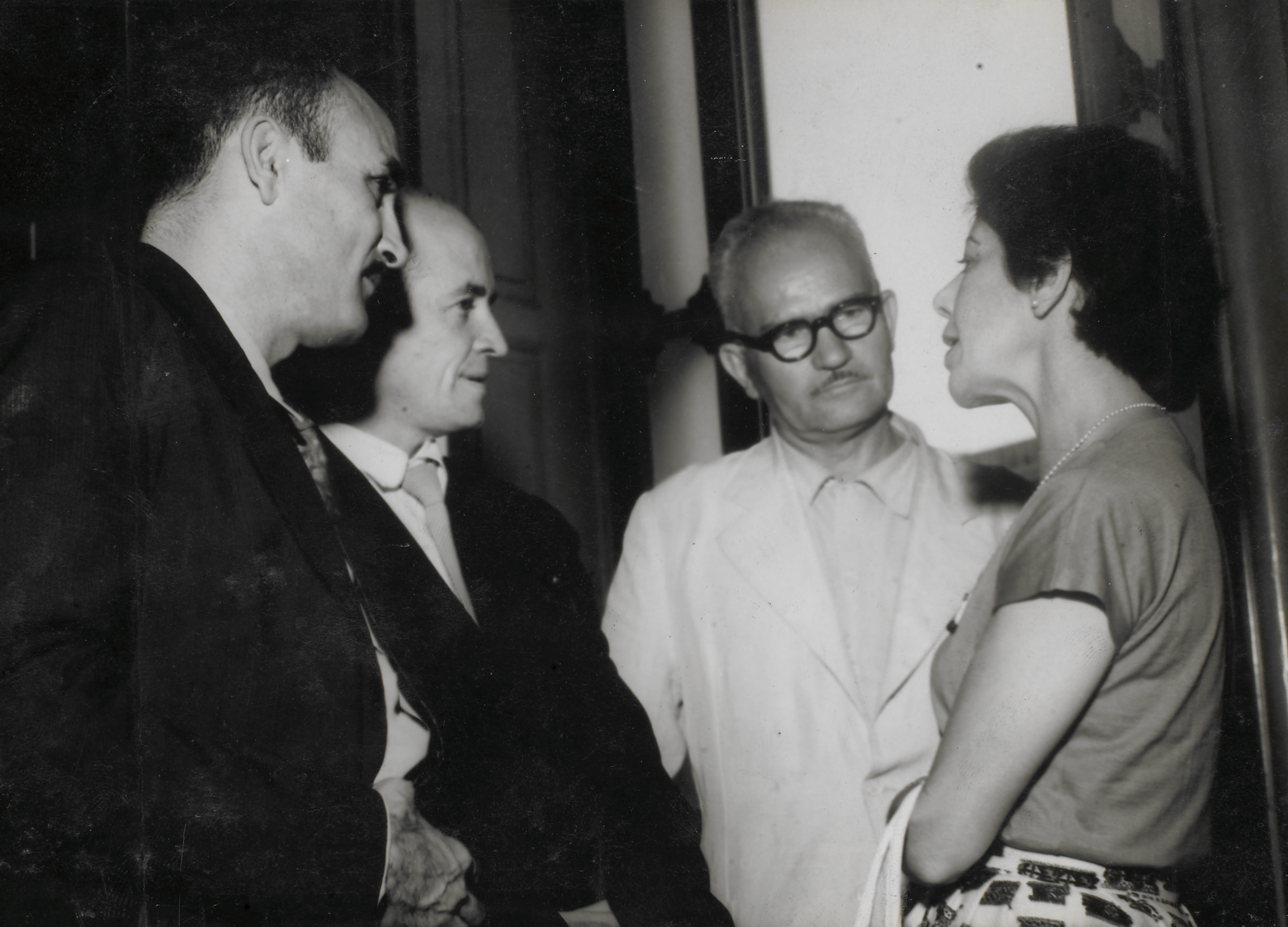
Em 1957.

O envolvimento de João Amazonas com o movimento comunista iniciou em 1935, aos 23 anos, quando tomou conhecimento de um comício da Aliança Nacional Libertadora (ANL) na praça do Largo da Pólvora e integrou-se à ANL. Convidado a participar da Juventude Comunista, em seguida filiou-se também ao então Partido Comunista do Brasil (PCB).
Logo após o ingresso no Partido Comunista, João Amazonas organizou uma célula comunista na empresa em que trabalhava e organizou o sindicato de sua categoria. No mesmo ano que iniciou sua participação política foi preso durante 15 dias por envolvimento com a União dos Proletários de Belém.
No início de 1936, João Amazonas foi novamente preso por ser ex-integrante da ANL. Durante a prisão, João Amazonas e Pedro Pomar realizam uma greve de fome contra as péssimas condições e ministram aulas de marxismo-leninismo aos outros detentos. Em junho de 1937, João Amazonas foi absolvido por falta de provas, após um ano e meio de prisão.

## Reorganização do Partido Comunista
Com o golpe de Estado de Getúlio Vargas, justificado pelo falso Plano Cohen e que implantou o regime  do Estado Novo, a repressão aos comunistas aumentou. Em 10 de setembro de 1940, João Amazonas que atuava na produção de propaganda e que exercia cargo de direção no Partido Comunista do Brasil do Pará, foi novamente preso.
Após sua libertação, dedicou sua vida ao legado da luta comunista. Em 1943 foi eleito membro do Comitê Central do Partido Comunista do Brasil, passando a compor a comissão executiva e o secretariado e, em 1945, foi eleito deputado federal constituinte, com  a maior votação do Distrito Federal após receber 18.379 votos. Teve o mandato extinto em 10 de janeiro de 1948, em virtude da Lei nº 211, de 7 de janeiro de 1948, em razão da cassação do registro do Partido Comunista do Brasil (PCB).
João Amazonas foi contra as mudanças ocorridas no partido após o 20º Congresso do Partido Comunista da União Soviética, razão pela qual, em 1957, foi destituído da comissão executiva e, no final de 1961, foi expulso do partido junto com outros militantes. Os expulsos resolveram reorganizar o partido, rompendo com a linha reformista e adotaram a sigla PCdoB, tendo aprovado um manifesto-programa no qual reafirmaram as teses revolucionárias e os princípios marxista-leninistas.
Participou por diversas vezes de congressos em faculdades e instituições de ensino. Foi secretário-geral do PCdoB por longo período e, entre 1968 e 1972, participou ativamente da Guerrilha do Araguaia, que tinha como propósito estabelecer uma ditadura do proletariado ao modelo soviético e chinês.
Juntamente com nomes como José Dirceu, Olívio Dutra e José Paulo Bisol, conseguiu articular a Frente Brasil Popular (FBP) nas eleições presidenciais de 1989, que garantiu a candidatura a presidência de Luiz Inácio Lula da Silva.

### Morte
João Amazonas morreu aos noventa anos de idade, vítima de insuficiência respiratória, após ficar seis dias internado na unidade de terapia intensiva (UTI) do Hospital Nove de Julho em São Paulo. Seu corpo foi velado na Assembleia Legislativa de São Paulo (ALESP) e foi cremado no crematório da Vila Alpina.
O então presidente Fernando Henrique Cardoso lamentou a morte de Amazonas, por meio de seu porta-voz, Alexandre Parola, considerando-o "um homem que lutou (...) por seus ideais e deixou uma marca nas lutas populares". Membros do Partido dos Trabalhadores (PT), como Paul Singer e Antonio Palocci, também lamentaram a morte do líder comunista.

## Obras
Intelectual orgânico, João produziu as seguintes obras:
- O revisionismo chinês de Mao Tsetung, Editora Anita Garibaldi, 1981.[14]
- Pela liberdade e pela democracia popular, Editora Anita Garibaldi, 1982.[15]
- Socialismo: ideal da classe operária, aspiração de todos os povos, Editora Anita Garibaldi, 1983.[16]
- 30 anos de confronto ideológico: marxismo x revisionismo, Editora Anita Garibaldi, 1990.[17]
- Epopéia pela liberdade : guerrilha do Araguaia, 30 anos (1972-2002), Editora Anita Garibaldi, 1992.[18]